# Richard Howitt (homme politique)
Pour les articles homonymes, voir Richard Howitt.
Richard Howitt, né le 5 avril 1961 à Reading, est un homme politique britannique, membre du Parti travailliste.

## Biographie
Il est député européen entre 1999 et 2016. Il démissionne du Parlement européen le 1er novembre 2016 afin d'assumer la fonction de directeur général de l'ONG International Integrated Reporting Council (IIRC).
Il s'est opposé au Brexit.